# معركة كمرجة
معركة كمرجة أو وقعة كمرجة هي معركة وقعت بين العرب المسلمين وخاقان الترك في مدينة كمرجة في خراسان، وكان ذلك في زمن الدولة الأموية، وانتهت بتصالح العرب مع خاقان الترك ورفع الحصار عن العرب في المدينة عام 110 هـ.

## أسباب المعركة
عندما أصبح أشرس بن عبد الله السلمي واليا على خراسان زمن الخليفة الأموي هشام بن عبد الملك، خاض حروبا كثيرة مع الأتراك وملكهم خاقان الأعظم ومعه ملوك تلك المنطقة ضد العرب المسلمين الذين واصلوا فتوحاتهم وزحفهم في آسيا الوسطى وسيطروا على مدنها الرئيسية منذ عهد القائد الشهير قتيبة بن مسلم الباهلي.
واصل أشرس بن عبد الله السلمي تلك الفتوحات ولكنه واجه صعوبات كثيرة بسبب توحد الأتراك مع ملكهم خاقان الأعظم، ثم نزل أشرس بن عبد الله قريبًا من مدينة بخارى على قدر فرسخ؛ في مكان يقال له المسجد؛ ثم تحول منه إلى مرج يقال له بوادرة، فأتاهم رجل اسمه سبابة - وهو مولى لقيس بن عبد الله الباهلي - وهم نزول في مدينة كمرجة، وكانت كمرجة من أشرف مدن خراسان وأعظمها أيام أشرس في ولايته على خراسان - فقال لهم سبابة: إن خاقان مار بكم غدًا، فأرى لكم أن تظهروا عدتكم، فيرى جدًا واحتشادًا، فينقطع طمعه منكم. فقال له رجل منهم: استوثقوا من هذا فإنه جاء ليفتّ في أعضادكم، قالوا: لا نفعل، هذا مولانا وقد عرفناه بالنصيحة، فلم يقبلوا منه وفعلوا ما أمرهم به المولى، وصبحهم خاقان بجيشه، فلما حاذى بهم ارتفع إلى طريق بخارى كأنه يريدها، فتحدر بجنوده من وراء تل بينهم وبينه، فنزلوا وتأهبوا وهم لا يشعرون بهم، فلما كان ذلك.

## تفاصيل المعركة
عندما فاجأهم خاقان ومعه جيش عظيم من أهل فرغانة والطاربند وأفشينة ونسف وطوائف من أهل بخارى. قال فأسقط في أيدي العرب، فقال لهم كليب بن قنان الذهلي: هم يريدون مزاحفتكم فسربوا دوابكم المجففة في طريق النهر، كأنكم تريدون أن تسقوها، فإذا جردتموها فخذوا طريق الباب، وتسربوا الأول فالأول؛ فلما رآهم الأتراك يتسربون شدوا عليهم في مضايق؛ وكانوا هم أعلم بالطريق من الترك، وسبقوهم إلى الباب فلحقوهم عنده، فقتلوا رجلًا كان يقال له المهلب، كان في حامية ومؤخرة جيش العرب، فقاتلوهم فغلبوهم عل الباب الخارج من الخندق فدخلوه، فاقتتلوا، وجاء رجلٌ من العرب بحزمة قصب قد أشعلها فرمى بها وجوههم قال: فتنحوا، وأخلوا عن قتلى وجرحى، فلما أمسوا انصرف الترك وأحرق العرب القنطرة، فأتاهم خسرو بن يزدجرد في ثلاثين رجلًا، فقال: يا معشر العرب، لم تقتلون أنفسكم؟ وأنا الذي جئت بخاقان ليرد لي مملكتي وأنا آخذ لكم الأمان، فشتموه، فانصرف.
ثم جاءهم بازغرى في مائتين - وكان داهية ومن عظماء الترك - من وراء النهر، وكان خاقان لا يخالفه، ومعه رجلان من أقارب خاقان، ومعه أفراس من رابطة أشرس، فقال: آمنونا حتى ندنو منكم، وأشرفوا عليه ومعه أسراء من العرب، فقال بازغرى: يا معشر العرب، أرسلوا إلى رجلًا منكم أكلمه برسالة خاقان، فأرسلوا رجلا يدعى حبيب مولى بنو مهرة من أهل درقين، فكلموه فلم يفهم.
فقال بازغرى: أرسلوا إلى رجلًا يعقل عني، فأرسلوا يزيد بن سعيد الباهلي، وكان يتحدث شيئا من اللغة التركية، فقال بازغرى: هذه خيل الرابطة ووجوه العرب معه أسراء. وقال: إن خاقان أرسلني إليكم؛ وهو يقول لكم: إني أجعل من كان عطاؤه منكم ستمائة ألفًا، ومَن كان عطاؤه ثلثمائة ستمائة؛ وهو يريد الإحسان إليكم، فقال له يزيد: هذا أمر لا يلتئم (لا يصلح)؛ كيف يكون العرب وهم ذئاب مع الترك وهم شاء! لا يكون بيننا وبينكم صلح. فغضب بازغرى، فقال التركيان اللذان معه: ألا نضرب عنقه؟ قال: لا، نزل إلينا بأمان. وفهم ما قالا له يزيد، فخاف فقال: بلى يا بازغرى إلّا أن تجعلونا نصفين، فيكون نصف في أثقالنا ويسير النصف معه؛ فإن ظفر خاقان فنحن معه؛ وإن كان غير ذلك كنا كسائر مدن أهل السغد، فرضي بازغري بما قال، فقال له: اعرض على القوم ما تراضينا به، وأقبل فأخذ بطرف الحبل فجذبوه حتى صار على سور المدينة، فنادى يزيد بن سعيد الباهلي وقال يا أهل كمرجة، اجتمعوا، فقد جاءكم قوم يدعونكم إلى الكفر بعد الإيمان، فما ترون؟ قالوا: لا نجيب ولا نرضى، قال: يدعونكم إلى قتال المسلمين مع المشركين، قالوا: نموت جميعًا قبل ذلك. قال: فأعلموهم.
قال: فأشرفوا عليهم، وقالوا: يا بازغري، أتبيع الأسرى في أيديكم فنفادي بهم؟ فأما ما دعوتنا إليه فلا نجيبكم إليه، قال لهم: أفلا تشترون أنفسكم منا؟ فما أنتم عندنا إلّا بمنزلة مَن في أيدينا منكم - وكان في أيديهم الحجاج بن حميد النضري - فقالوا له: يا حجاج، ألا تكلَّم؟ قال: علي رقباء، وأمر خاقان بقطع الشجر، فجعلوا يلقون الحطب الرطب، ويلقى أهل كمرجة الحطب اليابس، حتى ردم الخندق ليعبروا إليهم، فأشعل العرب فيه النيران، فهاجت ريح شديدة فاشتعلت النار في الحطب، فاحترق ما عملوا في ستة أيام في ساعة من نهار، ورماهم العرب وأصابوهم بالجراحات، وأصابت بازغرى نشابة في سرّته، فاحتقن بوله، فمات من ليلته، فقطع الأتراك آذانهم لموت بازغرى وأصبحوا في شر منكّسين رءوسهم يبكونه، ودخل عليهم أمر عظيم. فلما امتد النهار جاءوا بأسرى العرب وهم مائة؛ فيهم أبو العوجاء العتكي الأزدي وأصحابه، فقتلوهم، ورموا إليهم برأس الحجاج بن حميد النضري. وكان مع المسلمين مائتان من أولاد المشركين كانوا رهائن في أيديهم، فقتلوهم واستماتوا، واشتدّ القتال، وقاموا على باب الخندق فسار على السور خمسة من شجعان الاتراك، فقال كليب: من لي بهؤلاء؟ فقال ظهير بن مقاتل الطفاوي: أنا لك بهم؛ فذهب يسعى. وقال لفتيان: امشوا خلفي، وهو جريح، فقتل من الأعلام اثنين، ونجا ثلاثة.
```
فلم يزل أهل كمرجة يقاتلون ؛ حتى أقبل جنود العرب من بعض مدن خراسان وما وراء النهر فنزلوا فرغانة. فشتم وانتقص خاقان الأعظم أهل السغد وفرغانة والشاش والدهاقين، وقال لهم: زعمتم أن في هذه خمسين حمارًا، وأنّا نفتحها في خمسة أيام؛ فصارت الخمسة الأيام شهرين. وشتمهم وأمرهم بالعودة، فقالوا: ما ندع جهدًا، ولكن امهلنا إلى غدا فانظر؛ فلما كان الغد جاء خاقان فوقف، فقام إليه ملك الطاربند؛ فاستأذنه في القتال والدّحول عليهم، قال: لا أرى أن تقاتل في هذا الموضع - وكان خاقان يعظم ملك الطاربند - فقال: اجعل لي جاريتين من جواري العرب، وأنا أخرج عليهم؛ فأذن له، فقاتل فقتل منهم ثمانية، وجاء حتى وقف على فتحة من سور المدينة وإلى جنب الفتحة بيت يؤدي إلى داخل المدينة، وفي البيت رجل من 
بني تميم
 مريض، فرماه التميمي بكلوب فتعلق الكلوب بدرع ملك الطاربند، ثم نادى التميمي النساء والصبيان، فجذبوه فسقط من الأعلى على وجهه وركبتيه؛ ورماه رجل آخر بحجر فأصاب رأسه فصرع، وطعنه رجل آخر فقتله. وجاء شاب أمرد من الترك، فقتله وأخذ سلبه وسيفه، فغلبه العرب على جسد الملك المقتول - ويقال: إنّ الذي انتدب لذلك فارس من الأتراك من أهل الشاش - فكانوا قد اتخذوا صناعا، وألصقوها بحائط الخندق، فنصبوا قبالة ما اتخذوا أبوابًا له؛ فأقعدوا الرماة وراءها؛ وفيهم غالب بن المهاجر الطائي عمّ أبو العباس الطوسي ورجلان، أحدهما من 
بني شيبان
 والآخر من بني ناجية، فجاء الفارس التركي في الخندق، فرماه الناجي فلم يخطئ قصبة أنفه، وعليه درع تبتي، فلم تضره الرمية، ورماه الشيباني وليس يرى منه غير عينيه؛ فرماه غالب بن المهاجر الطائي، فدخلت النشابة في صدره وأصابته ومات، فيأس خاقان وحزن عليه حزنا شديدا.
```

وعندما قتل خاقان الحجاج النضري وأسرى المسلمين، أرسل للمسلمين أننا لن نرتحل عن المدينة حتى نفتتحها، أو ترحلوا عنها. فقال له كليب بن قنان ليس من ديننا أن نسلم أنفسنا حتى نقتل، فاصنعوا ما بدا لكم؛ فرأى الترك أن مقامهم على المدينة ضرر لهم، فأعطوهم الأمان على أن يرحل العرب عن كمرجة بأهاليهم وأموالهم إلى سمرقند أو الدبوسية، فقال لهم خاقان: اختاروا لأنفسكم في خروجكم من هذه المدينة.
ثم رأى أهل كمرجة ما هم فيه من الحصار والشدة، فقالوا: نشاور أهل سمرقند، فبعثوا غالب بن المهاجر الطائي، فانحدر في موضع من الوادي، فمضى إلى قصر يسمى فرزاونة، والدهقان الذي به صديق له، فقال له: إنهم أرسلوني إلى سمرقند؛ فاحملني، فقال: ما أجد دابة إلا بعض دواب خاقان، فإن له في روضة خمسين دابة؛ فخرجا جميعًا إلى تلك الروضة، فأخذ برذونا فركبه حتى أتى سمرقند من ليلته، فأخبرهم بأمرهم، فأشاروا عليه بالدبوسية، وقالوا: هي أقرب، فرجع إلى أصحابه، فأخذ العرب من الترك رهائن حتى لا يعرضوا الترك لهم، وسألوهم رجلًا من الترك يتقوّون به مع رجال منهم، فقال لهم الترك: اختاروا من شئتم، فاختاروا كورصول يكون معهم، فكان معهم حتى وصلوا إلى حيث أرادوا. ويقال: إن خاقان لما رأى أنه لا يصل إليهم شتم أصحابه، وأمرهم بالارتحال عنهم؛ وكلمه المختار بن غوزك وملوك السغد وقالوا: لا تفعل أيها الملك؛ ولكن اعطهم أمانًا يخرجون عنها، ويرون أنك إنما فعلت ذلك بهم من أجل غوزك أنه مع العرب في طاعتها، وأن ابنه المختار طلب إليك في ذلك مخافة على أبيه؛ فأجابهم إلى ذلك، فسرّح إليهم كورصول يكون معهم، يمنعهم ممن أرادهم.
ثم لما صار الرهائن من الترك في أيدي العرب، ارتحل خاقان وأظهر أنه يريد سمرقند وكان الرهن الذي بيد العرب من ملوك الترك فلما ارتحل خاقان، قال كورصول للعرب: ارتحلوا، فقالوا: نكره أن نرتحل والترك لم يمضوا ولا نأمنهم أن يتعرضوا لبعض النساء فتحمى العرب فنعود إلى ما كنا فيه من الحرب.
ثم كف عنهم كورصول حتى رحل خاقان والترك، فلما صلى المسلمون صلاة الظهر أمرهم كورصول بالرحيل، وقال: إنما الشدة والموت والخوف حتى تسيروا فرسخين، ثم تصيروا إلى قرى متصلة؛ فارتحلوا وفي يد الترك من الرهن من العرب نفر، منهم شعيب البكري وسباع بن النعمان وسعيد بن عطية، وفي أيدي العرب من الترك خمسة، قد أردفوا خلف كل رجل من الترك رجلًا من العرب معه خنجر، وليس على التركي غير قباء فساروا بهم.
ثم قال الأتراك لكورصول: إنّ الدبوسية فيها عشرة آلاف مقاتل؛ فلا نأمن أن يخرجوا علينا، فقال لهم العرب إن قاتلوكم قاتلناهم معكم. فساروا، فلما صار بينهم وبين الدبوّسية قدر فرسخ أو أقلّ نظر أهلها إلى فرسان وجيوش. فظنوا أن كمرجة قد فتحها خاقان. وأن خاقان قصد اليهم، ثم تأهبوا للحرب؛ فوجه كليب بن قنان رجلًا من بني ناجية يقال له الضحاك، وعلى الدبوسية عقيل بن وراد السغدي، فأتاهم الضحاك وهم صفوف؛ فرسان ورجّالة، فأخبرهم الخبر، فأقبل أهل الدبوسية يركضون، فحمل من كان يضعف عن المشي ومن كان مجروحًا.
ثم إن كليب أرسل إلى محمد بن كراز ومحمد بن درهم ليخبروا سباع بن النعمان وسعيد بن عطية أنهم قد بلغوا مأمنهم وأطلقوا رهائن الأتراك، فجعلت العرب ترسل رجلًا من الرهن الذين في أيديهم من الترك، وترسل الترك رجلًا من الرهن الذين في أيديهم من العرب؛ حتى بقي سباع بن النعمان في أيدي الترك، ورجل من الترك في أيدي العرب، وجعل كلّ فريق منهم يخاف على صاحبه الغدر، فقال سباع: خلوا رهينة الأتراك، فخلّوه وبقي سباع في أيديهم، فقال له كورصول: لم فعلت هذا؟ قال: وثقت برأيك في، وقلت: ترفع نفسك عن الغدر في مثل هذا، ثم كافأه كورصول وسلّحه وحمله على برذون، وردوه إلى أصحابه.

## مدة الحصار
كان حصار كمرجة ثمانية وخمسين يومًا، فيقال إنهم لم يسقوا إبلهم خمسة وثلاثين يومًا.
وكان مع أهل كمرجة قوم من الخوارج يدافعون عنها ضد الترك، ومن الخوارج رجل من مشاهيرهم يدعى ابن شنج وكان مولى لبني ناجية.